# Balazé
Balazé település Franciaországban, Ille-et-Vilaine megyében. Lakosainak száma 2181 fő (2022. január 1.). Balazé Châtillon-en-Vendelais, Montautour, Montreuil-sous-Pérouse, Saint-Christophe-des-Bois, Saint-M’Hervé, Taillis és Vitré községekkel határos.

## Népesség
A település népességének változása:
| Lakosok száma | 1268 | 1512 | 1711 | 2062 | 2246 | 2270 | 2228 | 2218 | 2224 | 2181 |
|               | 1968 | 1982 | 1990 | 2006 | 2013 | 2015 | 2017 | 2019 | 2020 | 2022 |